# Mohpa
Mohpa är en ort i Indien.   Den ligger i distriktet Nagpur och delstaten Maharashtra, i den centrala delen av landet, 800 km söder om huvudstaden New Delhi. Mohpa ligger 361 meter över havet och antalet invånare är 7 140.
Terrängen runt Mohpa är platt, och sluttar österut. Runt Mohpa är det tätbefolkat, med 331 invånare per kvadratkilometer. Närmaste större samhälle är Saoner, 12,6 km nordost om Mohpa. Omgivningarna runt Mohpa är en mosaik av jordbruksmark och naturlig växtlighet.